# Erik Haugo
Erik Haugo (ur. 15 lipca 1983 w Bergen) – norweski snowboardzista. Nie startował na igrzyskach olimpijskich ani na mistrzostwach świata. Najlepsze wyniki w Pucharze Świata osiągnął w sezonie 2001/2002, kiedy to zajął 4. miejsce w klasyfikacji Big Air.

## Sukcesy

### Puchar Świata

#### Miejsca w klasyfikacji Big Air
- 2001/2002 – 4.
- 2002/2003 – 23.
- 2003/2004 – 14.
- 2004/2005 – –

#### Miejsca na podium
1. Tandådalen – 7 grudnia 2002 (Big Air) – 2. miejsce
2. Tandådalen – 6 grudnia 2003 (Big Air) – 2. miejsce